# Думбравешти (Арђеш)
Думбравешти (рум. Dumbrăvești) насеље је у Румунији у округу Арђеш у општини Драгану. Oпштина се налази на надморској висини од 392 m.

## Становништво
Према подацима из 2002. године у насељу је живело 519 становника, од којих су сви румунске националности.